# Pangrapta nigra
Pangrapta nigra är en fjärilsart som beskrevs av Bethune-Baker 1906. Pangrapta nigra ingår i släktet Pangrapta och familjen nattflyn. Inga underarter finns listade i Catalogue of Life.